# Pierre Dupong
Pierre Dupong (Heisdorf, 1 d'octubre de 1885 - Ciutat de Luxemburg, 23 de desembre de 1953) fou un polític luxemburguès, Primer Ministre de Luxemburg durant sis anys, de l'11 de maig de 1937 fins a la seva mort, el 1953. També va exercir el càrrec de Ministre de Finances i de Defensa, entre d'altres.
Després d'ajudar a fundar el Partit de la Dreta el 1914, va ser elegit diputat en el cantó de Capellen el 1915. El 1936, es va convertir en ministre d'Hisenda, Benestar Social i Treball abans d'entrar, un any més tard, per al càrrec de primer ministre. Entre 1940 i 1944, va dirigir el govern a l'exili a Mont-real, després de l'ocupació de Luxemburg per l'Alemanya nazi. Paral·lelament al seu càrrec de cap de govern, va ser Ministre des Finances i de Defensa del 5 de novembre de 1937 al 1r de març de 1942.
El 1944, va fundar el Partit Popular Social Cristià, el principal partit conservador a Luxemburg després de la guerra.